# ワモンチョウ
ワモンチョウはワモンチョウ族（Amathusiini）の総称、またはワモンチョウ族に属するチョウの一種である Stichophthalma howqua の和名。本項では後者を扱う。

## 分布
インド北部から台湾まで分布する。

## 亜種
Shimomura (2015) による。
- Stichophthalma howqua tonkiniana Fruhstorfer, 1901：ベトナム北部・中国南部
- S. h. iapetus Brooks, 1949：タイ北部～ベトナム
- S. h. bowringi Joicey & Talbot：海南島
- S. h. suffusa Leech, 1892：中国, 四川省〜福建省
- S. h. howqua (Westwood, 1851)：中国北部・中部
- S. h. formosa Fruhstorfer, 1901：台湾北部～南部

### 亜種ギャラリー

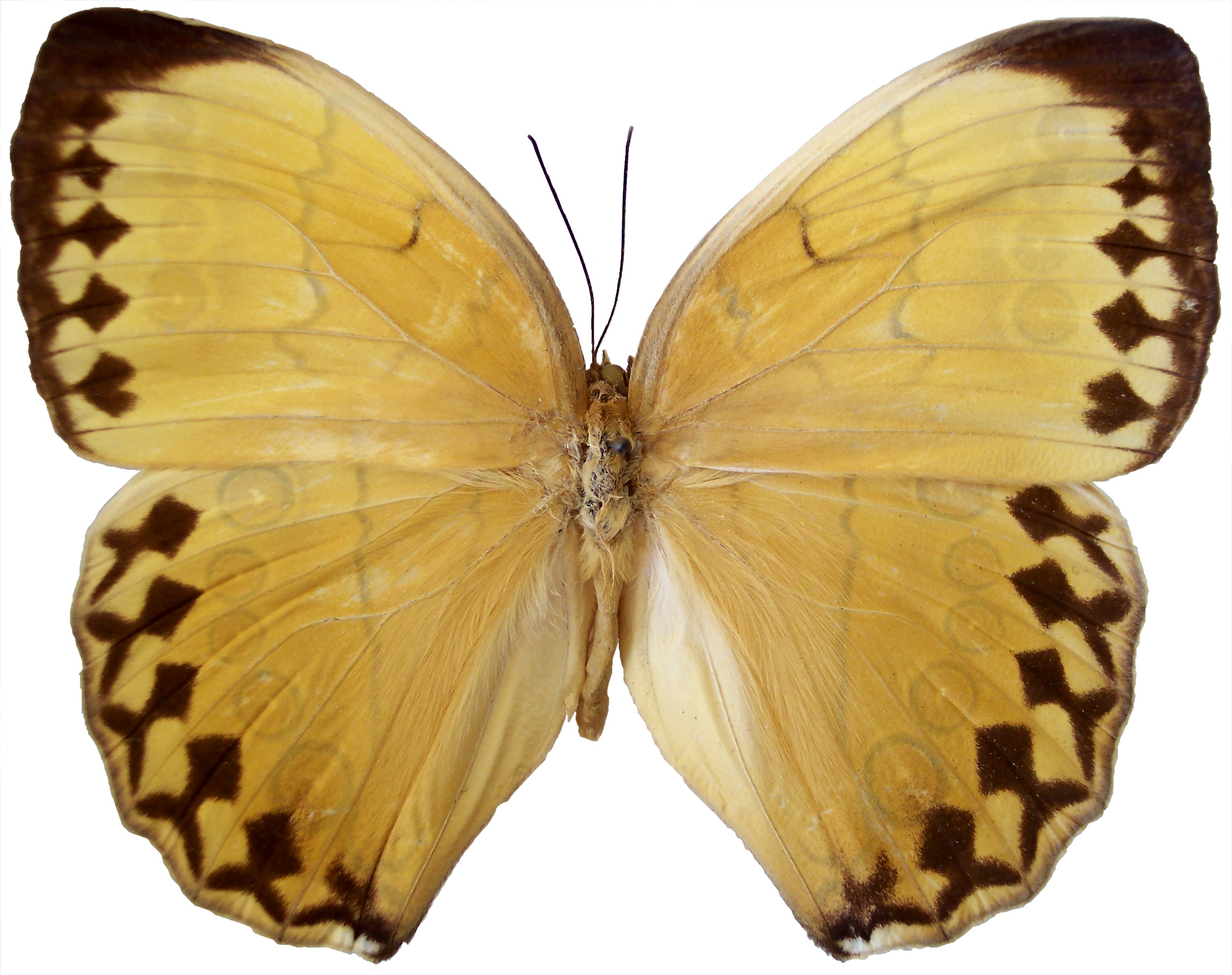
S. h. formosana オス背面, 台湾
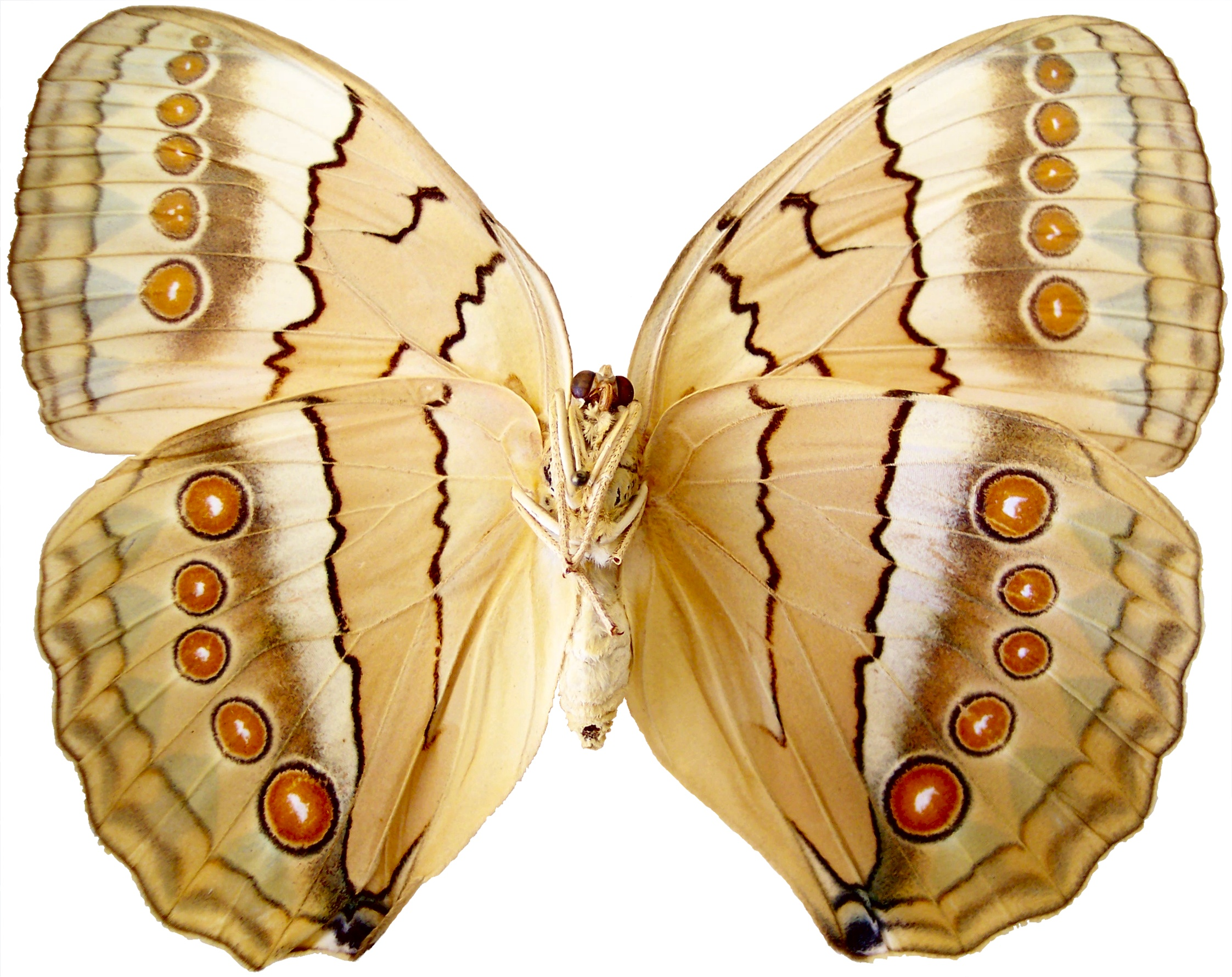
S. h. formosana メス腹面, 台湾
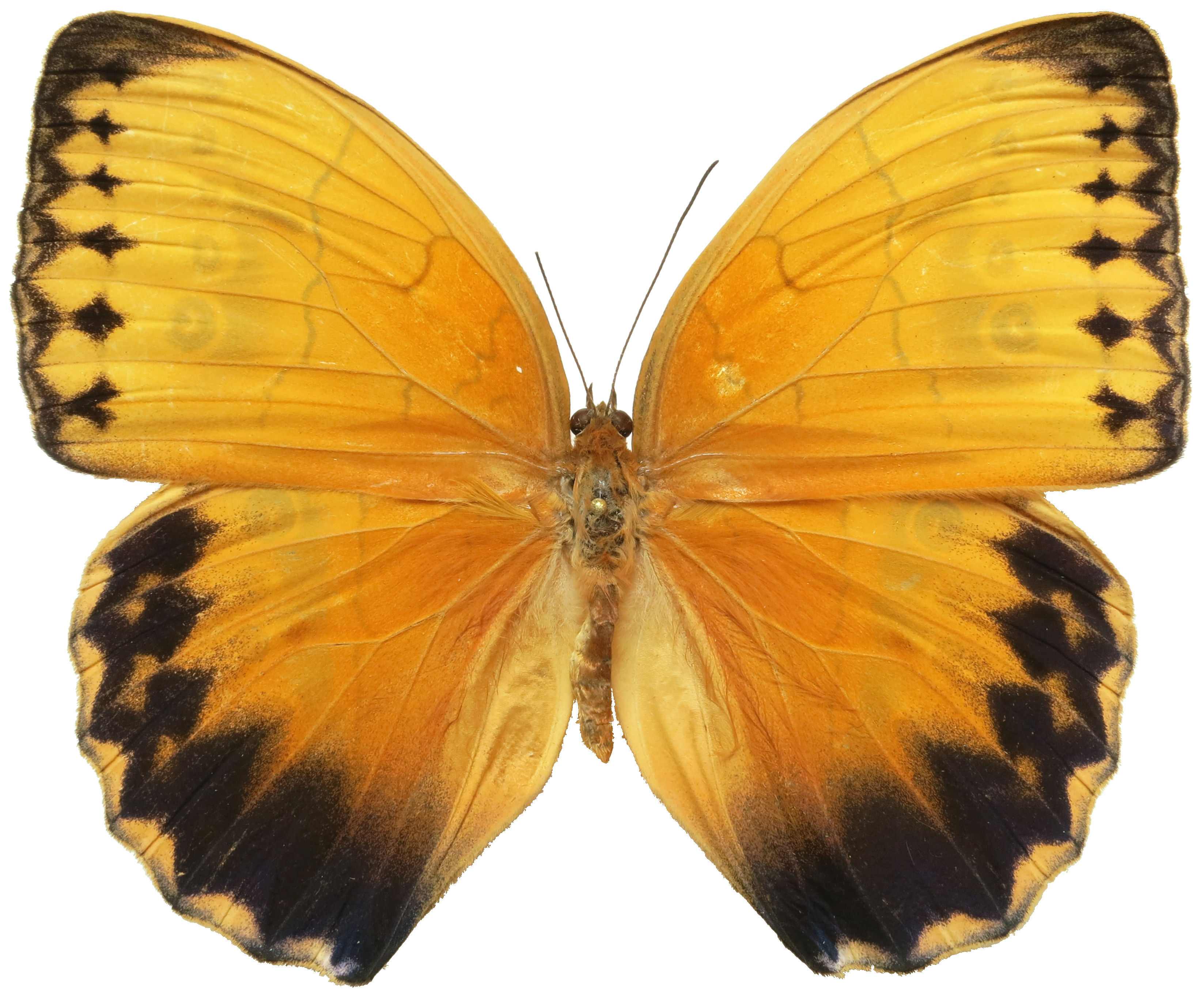
S. h. suffusa オス背面, 中国四川省